# Casa a la plaça Major, 3 (Olot)
La casa a la plaça Major, 3 d'Olot (Garrotxa) és una obra eclèctica inclosa a l'Inventari del Patrimoni Arquitectònic de Catalunya.

## Descripció
És una casa entre mitgera situada a la plaça Major d'Olot. L'estructura de l'edifici és més antiga del segle XIX però va ser en aquest moment quan es van fer unes importants reformes. Disposa de baixos, amb locals comercials, i tres pisos superiors, a banda d'un àtic i sobreàtic afegits recentment. Els pisos tenen un balcó que a mesura que va pujant plantes es va fent més petit. Aquests balcons estan decorats amb pilastres, als costats, que sustenten un entaulament. Els murs de la façana varen ser estucats, jugant cromàticament amb els ocres i marrons. Conserva la cornisa original d'estuc sostinguda per mènsules i amb cassetons a sota.

## Història
Durant el segle xvi la ciutat d'Olot va viure uns moments de gran prosperitat econòmica; molts immigrants de remença arribaren a la vila i el creixement urbà es va fer necessari. S'edificaren al carrer Major -antic camí que comunicava l'església del Tura amb la l'església parroquial de Sant Esteve-, el carrer de Sant Rafael i la plaça Major.
Durant els segles XVIII, XIX i XX es van fer moltes reformes als carrers esmentats i adjacents penetrant l'estil neoclàssic i l'eclecticisme, encara que damunt de tot s'imposaren el modernisme i el noucentisme.